# カジャラ
カジャラ（カジャラ、KAJALLA）は、小林賢太郎が作・演出を手がけるコント公演。

## 概要
ラーメンズの小林賢太郎が作・演出を手がけ、自らも出演する。
出演者には、小林賢太郎プロデュース公演（KKP）や小林賢太郎テレビでお馴染みの竹井亮介や辻本耕志など小林作品の常連が名を連ねる。
第1回公演『大人たるもの』は、片桐仁、竹井亮介、安井順平、辻本耕志、小林賢太郎の5人が出演。小林の相方・片桐が出演し、コンビとしては、ラーメンズの本公演「TOWER」（2009年）以来、7年ぶりの舞台共演となった。
第2回公演『裸の王様』は、片桐と安井に代わり、新たに久ヶ沢徹、菅原永二の2名が参加。
第3回公演『働けど働けど』は、久ヶ沢と菅原に代わり、野間口徹、小林健一の2名が参加。
2018年3月24日の大阪公演（サンケイホールブリーゼ）にて、シリーズ通算100公演を迎えた。
第4回公演『怪獣たちの宴』は、野間口に代わり、なだぎ武、加藤啓の2名が新たに参加。初の6人体制となった。
第5回公演『無関心の旅人』は、前回から出演者が全員続投で行われる予定だったが、新型コロナウイルスの影響により、全公演中止となった。公演中止を受けて、音声を中心にしたコントを「コント集団カジャラのカジャラジオ」にて配信する。

## 公演リスト
|    | サブタイトル     | 期間                    | 会場                                    | 備考       |
| -- | ---------------- | ----------------------- | --------------------------------------- | ---------- |
| #1 | 『大人たるもの』 | 2016年7月27日 - 7月31日 | 東京グローブ座                          |            |
| #1 | 『大人たるもの』 | 8月03日 - 8月14日       | サンケイホールブリーゼ                  |            |
| #1 | 『大人たるもの』 | 8月17日 - 8月28日       | 神奈川芸術劇場ホール                    |            |
| #1 | 『大人たるもの』 | 9月09日 - 9月11日       | 穂の国とよはし芸術劇場PLAT              |            |
| #2 | 『裸の王様』     | 2017年3月15日 - 3月28日 | 銀河劇場                                |            |
| #2 | 『裸の王様』     | 4月1日 - 4月3日         | 穂の国とよはし芸術劇場PLAT              |            |
| #2 | 『裸の王様』     | 4月8日 - 4月16日        | サンケイホールブリーゼ                  |            |
| #2 | 『裸の王様』     | 4月25日 - 5月3日        | 日経ホール                              |            |
| #2 | 『裸の王様』     | 5月9日 - 5月10日        | グランシップ中ホール                    |            |
| #3 | 『働けど働けど』 | 2018年2月28日 - 3月11日 | KAAT 神奈川芸術劇場                     |            |
| #3 | 『働けど働けど』 | 3月17日 - 3月18日       | 境総合文化センター                      |            |
| #3 | 『働けど働けど』 | 3月21日 - 3月28日       | サンケイホールブリーゼ                  |            |
| #3 | 『働けど働けど』 | 3月31日 - 4月1日        | 穂の国とよはし芸術劇場PLAT              |            |
| #3 | 『働けど働けど』 | 4月11日 - 4月22日       | プレイハウス                            |            |
| #3 | 『働けど働けど』 | 4月25日 - 4月26日       | グランシップ中ホール                    |            |
| #4 | 『怪獣たちの宴』 | 2019年2月20日 - 2月24日 | KAAT 神奈川芸術劇場                     |            |
| #4 | 『怪獣たちの宴』 | 2月28日 - 3月1日        | JMSアステールプラザ                     |            |
| #4 | 『怪獣たちの宴』 | 3月6日                  | けんしん郡山文化センター                |            |
| #4 | 『怪獣たちの宴』 | 3月9日 - 3月10日        | かでるホール                            |            |
| #4 | 『怪獣たちの宴』 | 3月15日                 | 金沢市文化ホール                        |            |
| #4 | 『怪獣たちの宴』 | 3月19日 - 2月24日       | サンケイホールブリーゼ                  |            |
| #4 | 『怪獣たちの宴』 | 3月26日                 | グランシップ中ホール                    |            |
| #4 | 『怪獣たちの宴』 | 3月29日 - 3月30日       | 北九州芸術劇場                          |            |
| #4 | 『怪獣たちの宴』 | 4月2日 - 4月14日        | 世田谷パブリックシアター                |            |
| #4 | 『怪獣たちの宴』 | 4月16日 - 4月17日       | 穂の国とよはし芸術劇場PLAT              |            |
| #5 | 『無関心の旅人』 | 2020年5月30日 - 6月3日  | TBS赤坂ACTシアター                      | 全公演中止 |
| #5 | 『無関心の旅人』 | 6月6日 - 6月7日         | 北九州芸術劇場                          | 全公演中止 |
| #5 | 『無関心の旅人』 | 6月10日                 | レクザムホール 小ホール                 | 全公演中止 |
| #5 | 『無関心の旅人』 | 6月13日 - 6月14日       | JMSアステールプラザ                     | 全公演中止 |
| #5 | 『無関心の旅人』 | 6月23日 - 6月24日       | かでるホール                            | 全公演中止 |
| #5 | 『無関心の旅人』 | 6月27日 - 6月28日       | 日立システムズホール仙台 シアターホール | 全公演中止 |
| #5 | 『無関心の旅人』 | 7月4日                  | まつもと市民芸術館 主ホール             | 全公演中止 |
| #5 | 『無関心の旅人』 | 7月8日 - 7月13日        | サンケイホールブリーゼ                  | 全公演中止 |
| #5 | 『無関心の旅人』 | 7月17日 - 7月26日       | 世田谷パブリックシアター                | 全公演中止 |
| #5 | 『無関心の旅人』 | 7月28日 - 7月30日       | 穂の国とよはし芸術劇場PLAT              | 全公演中止 |

## 出演者
|                     | 出演者                                                     |
| ------------------- | ---------------------------------------------------------- |
| #1 『大人たるもの』 | 片桐仁・竹井亮介・安井順平・辻本耕志・小林賢太郎           |
| #2 『裸の王様』     | 久ヶ沢徹・竹井亮介・菅原永二・辻本耕志・小林賢太郎         |
| #3 『働けど働けど』 | 野間口徹・竹井亮介・小林健一・辻本耕志・小林賢太郎         |
| #4 『怪獣たちの宴』 | なだぎ武・竹井亮介・小林健一・加藤啓・辻本耕志・小林賢太郎 |
| #5 『無関心の旅人』 | なだぎ武・竹井亮介・小林健一・加藤啓・辻本耕志・小林賢太郎 |

## スタッフ
- 作・演出：小林賢太郎
- 音楽：徳澤青弦
- 幕間ステージング:平原慎太郎

## テレビ放送
| タイトル                 | 日付・TV局                   |
| ------------------------ | ---------------------------- |
| カジャラ#2『 裸の王様 』 | 2017年12月17日(BSプレミアム) |

## 出版物
- DVD&Blu-ray
  - カジャラ#1『大人たるもの』（2017年3月15日発売）
  - カジャラ#2『裸の王様』（2018年2月28日発売）
  - カジャラ#3『働けど働けど』（2019年2月20日発売）
  - カジャラ#4『怪獣たちの宴』（2019年12月25日発売）
- CD
  - 徳澤青弦『カジャラの音楽』（2017年3月15日発売）
  - 徳澤青弦『カジャラの音楽その2』（2019年2月20日発売）